# 鶴見山古墳
鶴見山古墳（つるみやまこふん）は、福岡県八女市豊福にある古墳。形状は前方後円墳。八女古墳群を構成する古墳の1つ。史跡指定はされていない。武装石人は国の重要文化財に指定されている。

## 概要
- 全長104m、墳丘長87.5m[1]
- 前方部幅59m、高さ6.6m
- 後円部径46m、高さ7.5m

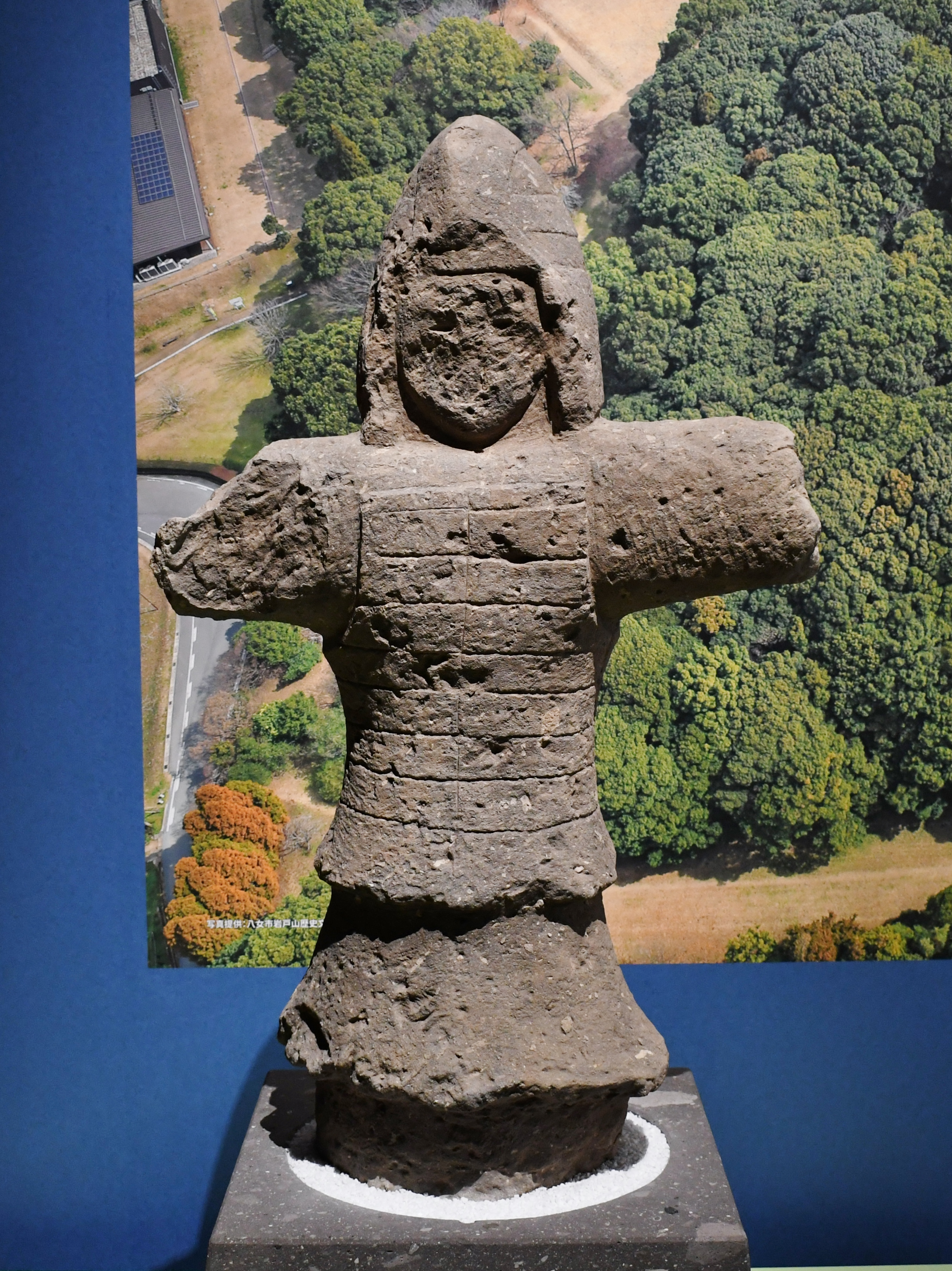
武装石人（国の重要文化財）八女市蔵、九州国立博物館特別展示時に撮影。

墳丘は2段または3段築成で、前方部を西に向ける。
後円部中央の南から少しくびれ部に寄ったところに横穴式石室の開口部がある。玄室の奥壁と側壁には巨大な角閃石安山岩が使用されていて、東側壁には幅が4mもあるものが使用されていた。また西側壁には全国的にも初例となる「刻線」が確認されているが、その意図はわかっていない。石室内は赤色顔料（ベンガラか）が全面に塗られており、同じ八女古墳群の童男山古墳に類似する。天井石は江戸時代に抜き取られ、現在八女公園内に戦没者慰霊碑として残されている。
鶴見山古墳が造営されたのは、出土品や石室構造から6世紀中頃と考えられる。この時期は磐井の乱を起こした筑紫君磐井の次世代に当たり、被葬者は磐井の子「葛子」である可能性がある。

## 出土品
円筒・朝顔形・形象埴輪、須恵器、馬具、銅鏡片、石製品などがあり、中でも重要視されているのが、平成15年に出土した銅鏡片と17年に前方部前面の周溝から出土した武装石人である。
銅鏡片にはヒメクロバエの蛹の跡や毛髪痕があり、これは遺体の腐敗がある程度進んでから埋葬されたこと、すなわち殯（もがり）の存在を示している。殯は文献からその存在が想定されていたが、実際に確認された例として貴重である。
武装石人は「磐井の乱」の後に衰退すると考えられてきた石人石馬による祭祀が、後の世代にも受け継がれていたことを示している。

## 文化財

### 重要文化財（国指定）
- 武装石人 福岡県鶴見山古墳出土（考古資料） - 岩戸山歴史文化交流館保管、2010年（平成22年）6月29日指定[2]。